# High As Hope
High As Hope  —en español, Tan alto como la esperanza— es el cuarto álbum de estudio de la banda británica Florence and the Machine. Fue publicado el 29 de junio de 2018 por las discográficas Republic y Virgin EMI Records. y precedido por los sencillos «Sky Full of Song» publicado el 12 de abril, «Hunger» el 3 de mayo y el sencillo promocional «Big God» publicado el 19 de junio. «Patricia» fue publicado como tercer sencillo el 10 de agosto de 2018.
El álbum fue producido ejecutivamente por la propia Florence Welch, junto con Emile Haynie. Tras How Big, How Blue, How Beautiful (2015), High as Hope presenta producciones más minimalistas y despojadas, y explora temas como el dolor, la pérdida, la familia y la búsqueda de consuelo en la soledad. El álbum recibió críticas positivas tras su lanzamiento, y los críticos musicales elogiaron la interpretación vocal y el lirismo personal de Welch.

## Antecedentes y promoción
El 18 de abril de 2017, Nathan Willett, el líder de Cold War Kids insinuó en una entrevista que el cuarto álbum de la banda estaba en proceso al expresar que había colaborado con Welch. La noticia fue confirmada por la propia Welch el 27 de mayo de 2017, en una entrevista para The Daily Telegraph. El 28 de febrero de 2018, el baterista de la banda, Christopher Hayden, anunció a través de Instagram que se había separado de la banda.
En marzo de 2018, el sitio web holandés Record Store Day reveló que un nuevo sencillo de la banda se lanzaría el 12 de abril 2018, titulado "Sky Full of Song". El anuncio fue eliminado posteriormente. El sencillo se lanzó el 12 de abril de 2018. La canción viene acompañada de un vídeo dirigido por AG Rojas. El 6 de abril de 2018, la BBC anunció que la banda encabezaría el BBC Music Biggest Weekend el 26 de mayo de 2018, donde se esperaba que la banda estrene un nuevo trabajo. Días antes, el 5 de mayo, actuó en el Victoria Theatre de Halifax, Reino Unido, en donde interpretó en vivo los dos sencillos previamente lanzados así como dos canciones inéditas tituladas Patricia, en versión acústica, y 100 Years, mismas que están incluidas en este material discográfico.[cita requerida]

## Composición
En una entrevista con Universal Music, Welch comentó sobre el título y los temas que explora el álbum: "Hay soledad en este disco, problemas, dolor y cosas con las que luché, pero la sensación predominante es que tengo esperanza, y eso es lo que me llevó a este título. Iba a llamarlo "El fin del amor", lo cual vi como algo positivo porque era el final de un amor necesitado, el final de un amor que surge de la carencia, un amor más grande y amplio, que requiere mucha explicación.
Las letras de Welch tratan sobre el deseo y el amor, y describe "Big God" como "obviamente, un vacío inabarcable en el alma, pero principalmente sobre alguien que no responde a mis mensajes". Se abordan temas íntimos, como "Hunger", que hace referencia a un trastorno alimentario en la adolescencia de la cantante. y "The End of Love", que aborda el suicidio de su abuela, un tema que ya había explorado en el tema "Only If for a Night" de Ceremonials.
El título del álbum proviene de un poema que Welch escribió después de vagar por la ciudad de Nueva York con un amigo: “Embriagador de adoración pagana/de torres de agua/escaleras de incendios, siempre alcanzando/alto como la esperanza”.

## Recepción
"High as Hope" recibió críticas positivas de los críticos musicales tras su lanzamiento, quienes elogiaron la voz de Welch, sus temas y la producción minimalista. En Metacritic, que asigna una calificación sobre 100 a las reseñas de publicaciones convencionales, el álbum recibió una puntuación promedio de 75, basada en 29 reseñas, lo que indica "críticas generalmente favorables". Escribiendo para The Daily Telegraph, Neil McCormick le dio al álbum una puntuación perfecta, afirmando que "la voz de Welch es extraordinaria de principio a fin, cambiando de ritmo sin esfuerzo de la suavidad melancólica a la exultación de alta potencia, incluso al ululación. Cada jadeo, gruñido y trino vibrante parece perfectamente colocado".
El crítico de AllMusic Neil Z. Yeung escribió: «Sencillo y cercanamente humano, High as Hope puede que no sea la versión conmovedora de Welch de álbumes anteriores, pero como documento de su crecimiento personal, es un estudio entrañable y sincero de la verdad y la introspección». En una reseña menos entusiasta, NME le dio a High as Hope una calificación de tres estrellas sobre cinco y lo calificó como "seguro", afirmando: "Despojado de su alma y sentimiento, su verdad brilla, y hay belleza en eso. Lo único que lo detiene es la falta de riesgo, pero aún hay mucho consuelo en lo familiar".  De igual manera, Josh Goller, crítico de la revista Slant Magazine, también le dio al álbum tres estrellas de cinco y dijo: «Welch amplía el alcance de la canción ['Hunger'], pasando de una lucha personal específica con un trastorno alimentario a un énfasis más amplio en el anhelo universal de amor y aceptación, pero las declaraciones triviales sobre la naturaleza destructiva de la fama y las drogas son emblemáticas de la tendencia general del álbum a refugiarse en sentimientos generalizados y radicales. Welch logra un equilibrio más efectivo entre lo personal y lo universal en 'Big God'».

## Lista de canciones
| High as Hope |                        |                |             |          |  |
| N.º          | Título                 | Escritor(es)   | Producer(s) | Duración |  |
| 1.           | «June»                 | Florence Welch | Haynie      | 3:41     |  |
| 2.           | «Hunger»               | Welch          | Haynie      | 3:34     |  |
| 3.           | «South London Forever» | Welch          | Haynie      | 4:22     |  |
| 4.           | «Big God»              | Welch          | Haynie      | 4:01     |  |
| 5.           | «Sky Full of Song»     | Welch          | Haynie      | 3:46     |  |
| 6.           | «Grace»                | Mancarence     | Haynie      | 4:48     |  |
| 7.           | «Patricia»             | Welch          | Haynie      | 3:37     |  |
| 8.           | «100 Years»            | Welch          | Haynie      | 4:58     |  |
| 9.           | «The End of Love»      | Welch          | Haynie      | 4:41     |  |
| 10.          | «No Choir»             | Welch          | Haynie      | 2:29     |  |

## Posicionamiento en listas

### Semanales
| Chart (2018)                             | Peak position |
| ---------------------------------------- | ------------- |
| Australia (ARIA)                         | 2             |
| Austria (Ö3 Austria)                     | 3             |
| Bélgica (Ultratop Flandes)               | 1             |
| Bélgica (Ultratop Valonia)               | 6             |
| Canadá (Billboard Canadian Albums)       | 2             |
| República Checa (ČNS IFPI)               | 26            |
| Países Bajos (Album Top 100)             | 6             |
| Finlandia (Suomen virallinen lista)      | 16            |
| Francia (SNEP)                           | 19            |
| Alemania (Offizielle Top 100)            | 5             |
| Greek Albums (IFPI)                      | 17            |
| Hungría (MAHASZ)                         | 24            |
| Irlanda (IRMA)                           | 2             |
| Italia (FIMI)                            | 6             |
| Nueva Zelanda (RMNZ)                     | 2             |
| Noruega (VG‑lista)                       | 5             |
| Polonia (ZPAV)                           | 3             |
| Portugal (AFP)                           | 5             |
| Escocia (Scottish Albums Chart)          | 1             |
| South Korean International Albums (Gaon) | 4             |
| España (Promusicae)                      | 4             |
| Suecia (Sverigetopplistan)               | 9             |
| Suiza (Schweizer Hitparade)              | 2             |
| Reino Unido (UK Albums Chart)            | 2             |
| Estados Unidos (Billboard 200)           | 2             |
| Estados Unidos (Top Alternative Albums)  | 1             |
| Estados Unidos (Top Rock Albums)         | 1             |

### Anuales
| Australia Australian Albums (ARIA)            | 79  |
| Bélgica Belgian Albums (Ultratop Flanders)    | 31  |
| Bélgica (Ultratop Wallonia)                   | 187 |
| Reino Unido UK Albums (OCC)                   | 56  |
| Estados Unidos US Top Rock Albums (Billboard) | 53  |

### Certificaciones
| Territorio  | Organismo certificador | Certificación | Ventas certificadas | Ref.   |
| ----------- | ---------------------- | ------------- | ------------------- | ------ |
| Reino Unido | BPI                    | Oro           | 100 000             | [ 60 ] |
| Polonia     | ZPAV                   | Oro           | 10 000              | [ 61 ] |